# Muzeum Szlachty Mazowieckiej w Ciechanowie
Muzeum Szlachty Mazowieckiej w Ciechanowie – muzeum działające w Ciechanowie, założone w 1973 roku.
Muzeum gromadzi dokumenty i artefakty związane z historią ziemi ciechanowskiej. Misją instytucji jest upowszechnianie dziedzictwa kulturowego północnej części Mazowsza i jego tradycji szlacheckich.

## Historia
Muzeum w Ciechanowie zostało powołane do istnienia 1 stycznia 1973 r. przez Powiatową Radę Narodową w Ciechanowie jako Muzeum Zamku w Ciechanowie. W 1979 r. instytucja została przekształcona w Muzeum Historyczne, nieposiadające stałej siedziby w pełnym tego słowa znaczeniu. Gdy w wyniku reformy administracyjnej powstało województwo ciechanowskie, zgodnie z wymogami państwowymi, rangę muzeum okręgowego władze nadały Muzeum Romantyzmu w Opinogórze. Jako instytucja znajdująca się na prowincji, nie posiadająca odpowiedniego potencjału kadrowego i lokalowego, nie zdołała podołać wyznaczonej roli. Jeszcze w tym samym roku władze wojewódzkie nadały rangę muzeum okręgowego placówce w Ciechanowie. Nowo powołane Muzeum Okręgowe w Ciechanowie otrzymało wówczas lokal przy Zespole Szkół Zawodowych przy ul. Narutowicza. W 1979 r. funkcję dyrektora zaczął pełnić historyk dr Aleksander Kociszewski. Z muzeum w Opinogórze przeniesiono działy archeologii i etnografii. Powstał wówczas dział przyrodniczo-mineralogiczny.
W latach 80. XX w. pracownicy muzeum prowadziło badania archeologiczne w Siemiątkowie Koziebrodzkim. Gromadzono artefakty etnograficzne i socjoetnograficzne związane z kulturą społeczności wiejskiej na Mazowszu Północnym, przedmioty stanowiące kolekcję związaną z konwisarstwem europejskim, polskie rzemiosło artystyczne oraz malarstwo. Dbano o powiększanie księgozbioru muzealnego, stale borykając się z problemami lokalowymi. Stale powiększano dział historyczny, m.in. gromadzono dokumenty i fotografie związane z historią Ciechanowa i okolic. W ciechanowskim zamku udostępniono stałą ekspozycję broni białej i palnej z XIV–XVIII w. W 1983 r. Muzeum pozyskało pierwszy z budynków przy Placu Kościuszki i tym samym pomieszczenia biurowe oraz pierwszą powierzchnię wystawową poza zamkiem, którą zaczęto urządzać od 1991 r. W 1984 r. dyrektorem został Edward Lewandowski, a w 1992 r. zastąpiła go Hanna Długoszewska-Nadratowska, kierująca działem sztuki.
W 1994 roku muzeum ciechanowskie przejęło kompleks muzealny w Gołotczyźnie z dawnym dworem Aleksandry Bąkowskiej, willą "Krzewnia" oraz zabudowaniami gospodarskimi. Następnie przeprowadzono w nim kapitalny remont wszystkich obiektów. W 1998 r. w dworze Aleksandry Bąkowskiej otwarto ekspozycję wnętrz dworskich i galerię malarstwa. 
Muzeum organizowało obozy etnograficzne, prowadząc badania nad drobną szlachtą pobożańską oraz w okolicach Ciechanowa, Przasnysza, Ostrołęki oraz Czernicach Borowych. W latach 90. XX w. muzeum wydawało publikacje muzealne i historyczne, nadal gromadząc artefakty dla wystaw własnych związanych z misją placówki.  W 1997 r. na wniosek ówczesnej dyrektor, wojewoda ciechanowski przekazał dla muzeum budynek oficyny przy ul. Warszawskiej 61a (drugi budynek w pobliżu placu Kościuszki). Rok później placówka została przemianowana na Muzeum Szlachty Mazowieckiej. 
W 2005 r. przystąpiono do prac projektowych zmierzających do rewitalizacji Zamku Książąt Mazowieckich w Ciechanowie. Celem projektu była ochrona dziedzictwa kulturowego, poprzez przekształcenie martwej ruiny Zamku w żyjący obiekt, który uczy,  a także wpływa na rozwój turystyczny miasta i regionu. 
W 2014 r. zakupiono i przeniesiono do parku w Gołotczyźnie dworek rodziny Rzeczkowskich ze wsi Mężenino-Węgłowice. W dworku urządzono ekspozycję multimedialną i interaktywną dotyczącej drobnej szlachty. W tym roku muzeum udostępniło także możliwość zwiedzania zamku w formacie wirtualnego spaceru. W 2022 r. dyrektorem muzeum został wyłoniony w drodze konkursu, historyk Robert Kołakowski.
W 2023 r. Samorząd Województwa Mazowieckiego zakupił dla Muzeum zabytkową willę „Alma", należącą niegdyś do Aleksandra Świętochowskiego, znajdującą się przy ul. Ciechanowskiej 8 w Gołotczyźnie. Willa została przeznaczona na działalność Muzeum Pozytywizmu w Gołotczyźnie. W początkach następnego roku na terenie oddziału rozpoczęto budowę Centralnego Magazynu Zbiorów wraz z przestrzenią zwiększającą dostęp do kultury, którą zakończono w 2025 r..
Aktualnie muzeum podlega Samorządowi Województwa Mazowieckiego. Siedziba dyrekcji muzeum znajduje się w Ciechanowie przy ul. Warszawskiej 61 a. W sąsiednim budynku przy ul. Warszawskiej 61 mieści się ekspozycja stała. Częścią muzeum jest Zamek Książąt Mazowieckich przy ul. Zamkowej 1 w Ciechanowie. Równolegle funkcjonuje oddział Muzeum Pozytywizmu w Gołotczyźnie podlegający ciechanowskiej placówce.

## Wystawy stałe
W poszczególnych placówkach muzeum prezentuje wystawy stałe:
- Muzeum Szlachty Mazowieckiej (Ciechanów, ul. Warszawska 61 a)

„Rzemiosło wsi mazowieckiej w miniaturze z darów Kazimierza Bobińskiego”
„Utracony świat – ślady rodzin żydowskich w Ciechanowie do roku 1942”
„Rzeźba ludowa z kolekcji Heleny i Mariana Przedpełskich”
- Zamek Książąt Mazowieckich

„Fakty i mity ciechanowskiego zamku”
„Księstwo Mazowieckie 1200–1526: intrygi, trucizny i smok czyli 300 lat niezależnego Mazowsza”
- Muzeum Pozytywizmu (Gołotczyzna, ul. Aleksandra Świętochowskiego 16)

„Ekspozycja biograficzna Aleksandra Świętochowskiego” (Willa „Krzewnia”)
„Szlachta Mazowiecka w malarstwie i wnętrzach, Malarstwo Adama Feliksa Ciemniewskiego (1866-1915)” (Dworek Aleksandry Bąkowskiej)
„Aleksandra z Sędzimirów Bąkowska (1851–1928) i szkoły w Gołotczyźnie”, „Malarstwo i rzeźba Józefa Piwowara (1904–1987)”
„Dworek drobnoszlachecki”
„Maszyny rolnicze i dawny sprzęt gospodarstwa domowego”
„Park z pomnikami przyrody”

## Galeria

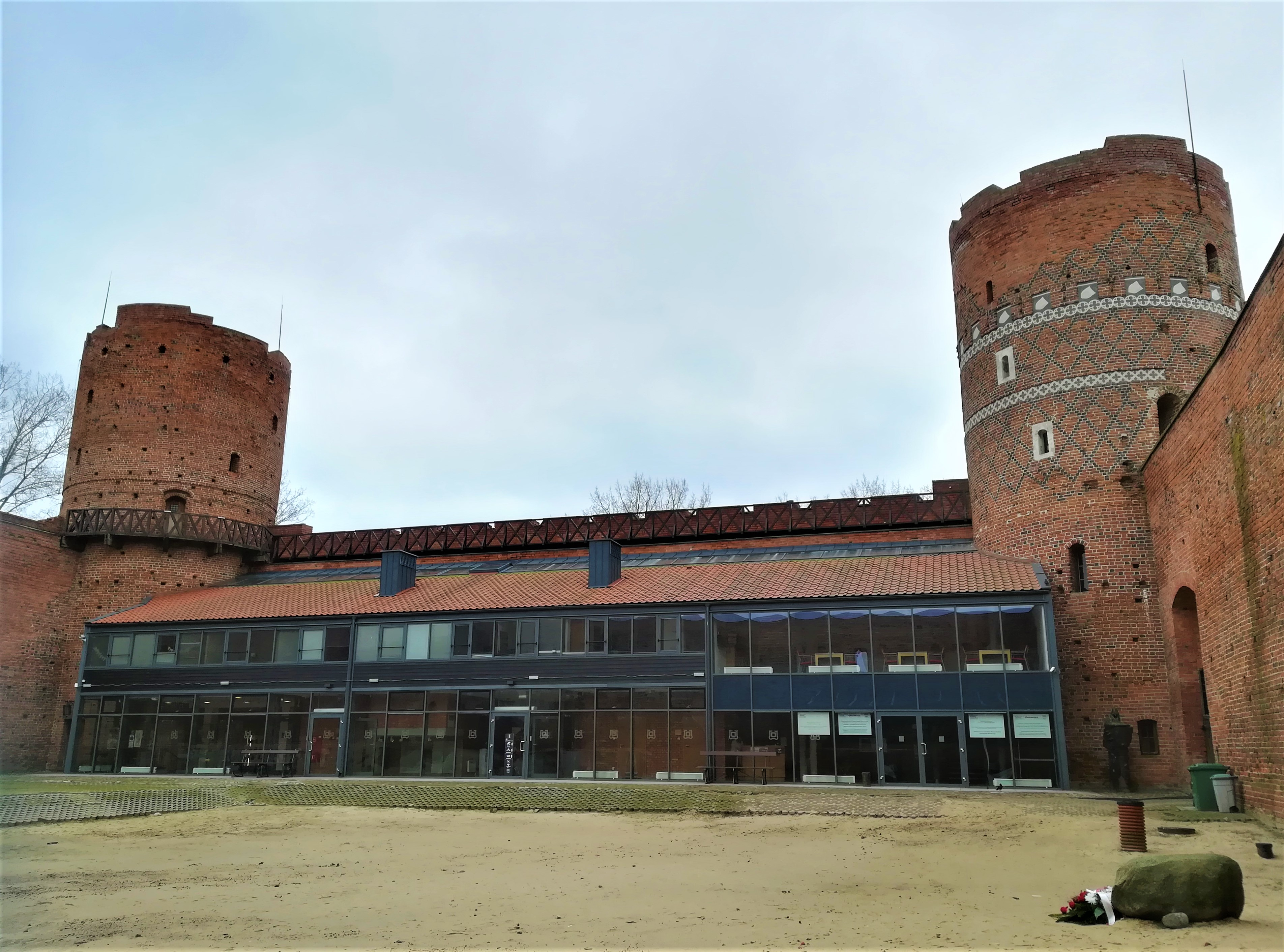
Zamek w Ciechanowie
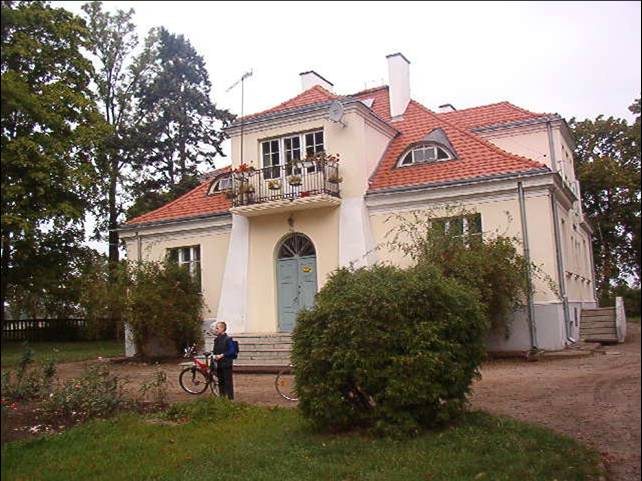
Willa „Krzewnia”, siedziba Muzeum Pozytywizmu
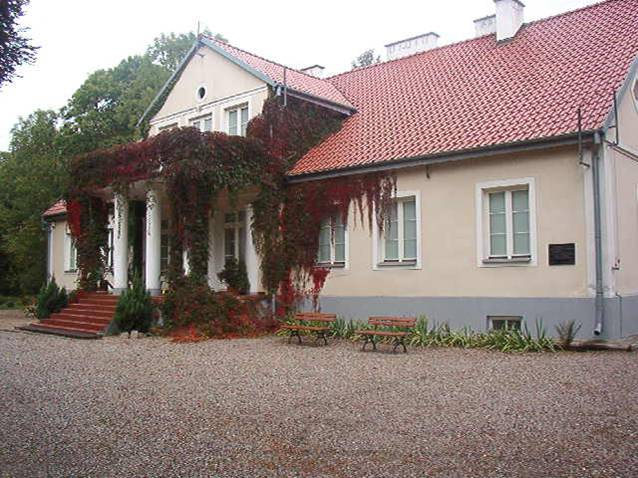
Dworek Aleksandry Bąkowskiej, Gołotczyzna
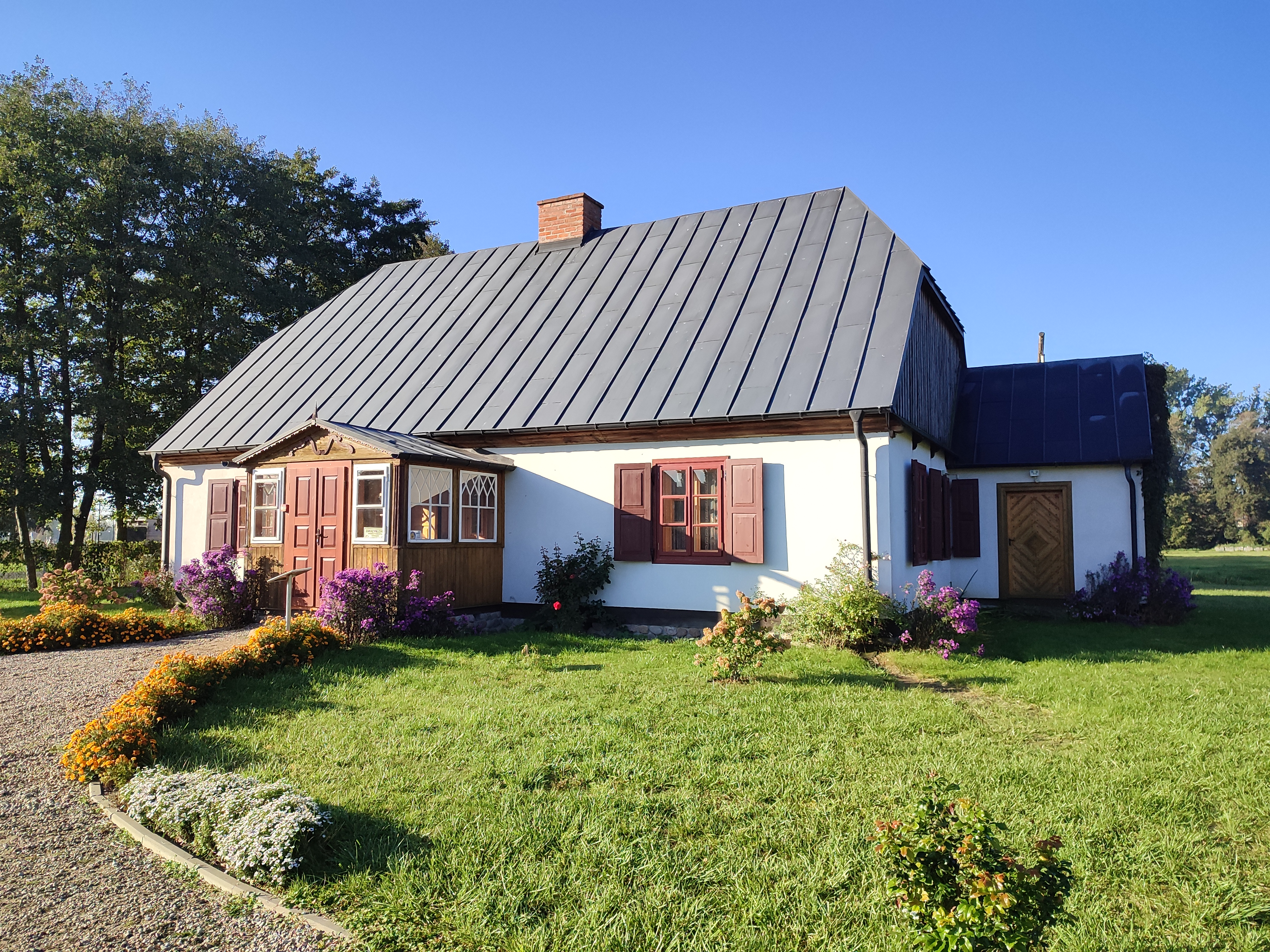
Dworek szlachecki ze wsi Mężenino-Węgłowice